# 阿部醒石
阿部 醒石（あべ せいせき、本名：阿部 俊一（あべ しゅんいち）、1915年 - 2011年5月18日）は、日本の書道家、合気道家。大阪府高槻市出身。合気道開祖植芝盛平の高弟で、植芝から非公式に合気道十段位を与えられた。

## 来歴

### 青年時代
1934年に父親に勧められて書道を習い始め、1948年より書道教師として大阪府立北野高等学校で指導を始めた（1982年まで）。やがて書道家としての技術的・精神的な行き詰まりを感じた阿部は、二木謙三が主催する禊の練成会に参加する。この頃植芝盛平の弟子でもあった二木から合気道を勧められた。

### 植芝盛平との出会い
1952年、以前から親交のあった田中万川の合気道道場で植芝と偶然出会い、直後に入門。阿部は書道と並行して合気道の修行を積む中で、書道、合気道、そして禊に共通する呼吸法に感銘を受け、やがて「気」の概念を理解するに至った。1954年からは植芝に書道を教えるようになり、以降植芝は書や合気道のためにたびたび阿部の自宅を訪れるようになった。

### 植芝盛平の死後
1969年に植芝が死んでからは、大阪にある自身の道場で合気道と書道の指導を行なったほか、アメリカやオーストラリアを中心に海外でも指導を行なった。書道家としては日展の会員として創作活動を続け、茨城県岩間町にある合気神社の石碑を手がけた。
1989年 日本武道協議会武道功労者表彰。
2011年5月18日、肺炎のため死去。96歳没。